# Gaston Lenthe
Gaston Camillo Lenthe (né le 9 août 1805 à Dresde, mort le 27 décembre 1860 à Schwerin) est un peintre saxon.

## Biographie
Gaston Lenthe est le deuxième fils du peintre, graveur et lithographe du Mecklembourg Friedrich Lenthe (1774-1851) et de son épouse Christina Magdalena Hesse, et a trois frères et sœurs.
Il grandit dans un environnement artistique et commence à dessiner tôt. Vers 1810, la famille déménage à Ludwigslust et vit dans une maison de la Schlossstraße. Son père lui enseigne l'art et la science, car dans les environs immédiats se trouve l'atelier de son père, le Carton-Fabrique, qui comprend aussi l'atelier de sculpture pour la construction du château.
De 1822 à 1824, il étudie à l'École supérieure des beaux-arts de Dresde auprès de Moritz Retzsch, un peintre d'histoire et de portraitiste prolifique. Son père est également à ses côtés à Dresde, car il a reçu la permission du Grand-Duc Frédéric-François pour accompagner sa femme malade à Dresde pour une cure et en même temps pour y mener ses propres études. La famille vit à Pirnaische Vorstadt (de), Neue Gasse 174 et y reste jusqu'en 1823.
En 1825, Gaston Lenthe, avec une subvention grand-ducale pour son atelier du Mahlerkunst, se rend à l'Académie des arts de Berlin et revient à Dresde en 1826. Après un court voyage en 1829 à Karlsruhe et Munich, il se rend en 1830 à la cour du Mecklembourg à Ludwigslust et Schwerin. Il y travaille jusqu'en 1833 avec Carl Georg Christian Schumacher (en) sur les fresques des deux grandes salles de réunion du nouveau Kollegiengebäude de Schwerin (de), victime d'un incendie en 1865. Après avoir terminé ce travail, le Grand-Duc Frédéric-François lui accorde le 30 décembre 1833 une garantie d'approvisionnement futur.
Un voyage d'étude en Italie conduit Gaston Lenthe en 1834 par Venise, Vérone, Milan et Florence à Rome, où il séjourne jusqu'au 8 août 1835. Après son retour de Rome, il obtient en 1836 à Ludwigslust un emploi de professeur de dessin de la princesse Hélène de Mecklembourg-Schwerin, plus tard également du duc Wilhelm. En outre, il a un salaire annuel de 200 talers avec son père comme assistant dans la galerie d'art.
En 1837, il déménage près de la nouvelle résidence de Schwerin, où il vit d'abord au Apothekerstraße 30 et plus tard au Arsenalsstraße 14, une maison sur Pfaffenteich. Le 18 mai 1838, il est nommé peintre de cour. Gaston Lenthe épouse le 7 juin 1839, Pauline Juli Charlotte Piper, 19 ans, la deuxième plus jeune fille du conseiller d'église August Piper et son épouse Hedwig Sophie Boldt, de Kieve, un village au sud du Müritz. Ils ont six enfants.
Dans les années suivantes, Lenthe a de nombreuses commandes de retables dans les églises du Mecklembourg. Ainsi, en 1840, par le grand-duc Paul-Frédéric de Mecklembourg-Schwerin chargé de peindre le retable de la cathédrale de Schwerin avec des dimensions de 7 × 5,50 mètres. Lenthe exécute le retable à Berlin en 1843 et 1844, où il consulte l'avis de Peter Cornelius. En plus des retables et des portraits, Lenthe peint au fil des ans des cartons sur des thèmes bibliques, pour le peintre sur verre Ernst Gillmeister (de) comme modèle pour les fenêtres des églises. Après la mort de son père en 1851, il est assistant à la Grodherzogliche Gemäldegalerie à Schwerin. En avril 1852, Lenthe est chargé de dessiner les plans des fenêtres du chœur de l'église du château de Schwerin. Pour cela, il voyage en octobre 1852 avec Ernst Gillmeister à l'exposition d'art de Berlin. Le contrat n'a été signé que le 21 mai 1853. L'inauguration de l'église du château a eu lieu le 14 octobre 1855. Le contrat n'est signé que le 21 mai 1853. L'inauguration de l'église du château a lieu le 14 octobre 1855.

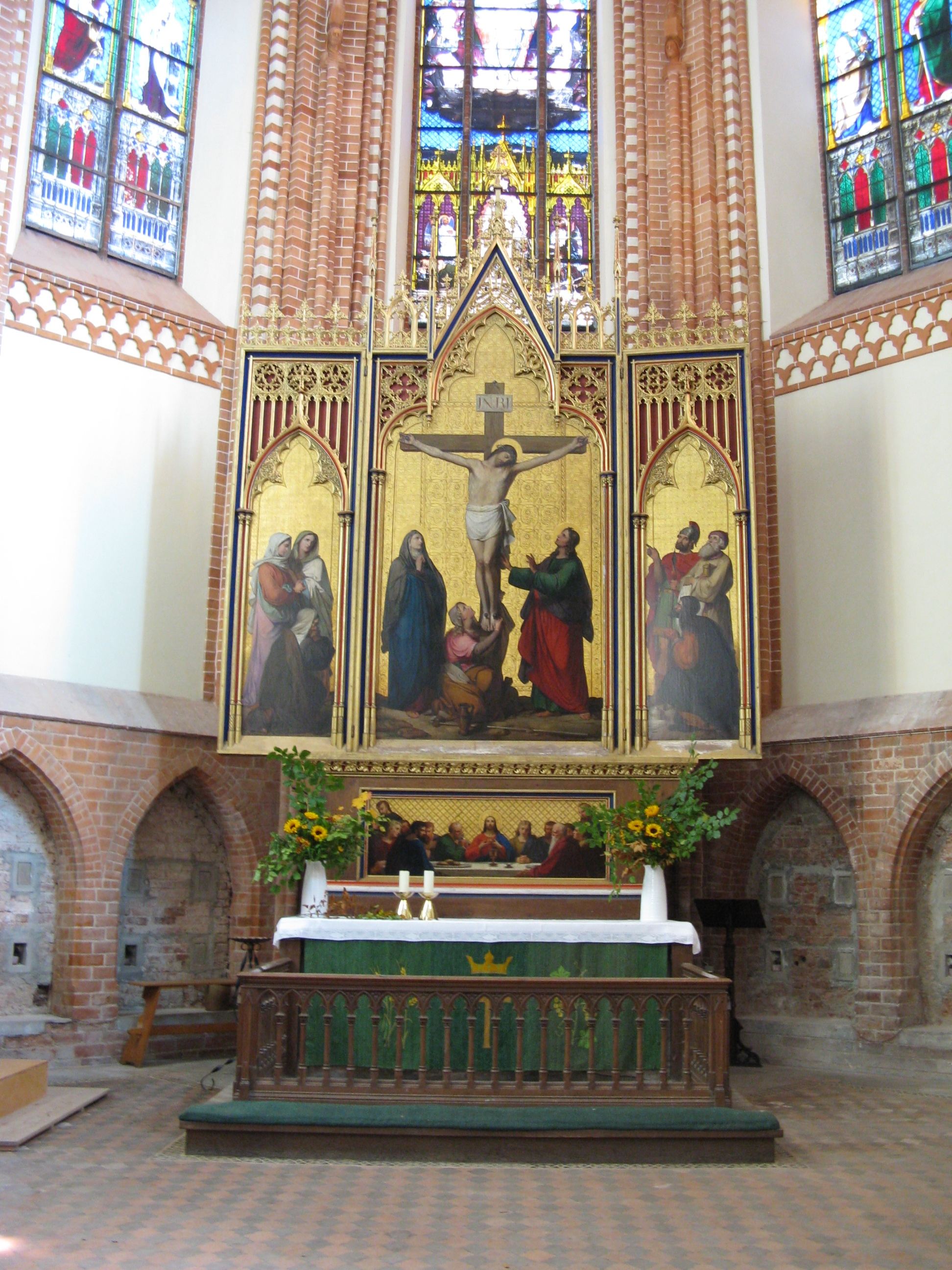
Retable de l'église de l'abbaye de Dobbertin

Après l'achèvement du retable de la cathédrale de Schwerin, Lenthe est conseillée par l'archiviste Georg Christian Friedrich Lisch qui est depuis 1853 conservateur des monuments d'art du Grand-Duché de Mecklembourg-Schwerin et est chargé du monument de la restauration interne de l'église de l'abbaye de Dobbertin. Les premiers dessins de l'autel ailé et des cinq fenêtres en verre du chœur de Lenthe sont présentés le 30 janvier 1855. Pour des raisons d'économie des souverains, mais seulement après l'inauguration de l'église abbatiale le 11 octobre 1857, la prédelle du peintre d'histoire Gustav Stever et les fenêtres à quatre côtés du chœur d'Ernst Gillmeister sont achevées.
Avec d'autres artistes de Schwerin, Lenthe fonde en 1840 l'Association des artistes et des amateurs d'art de Schwerin. Initialement, Lenthe est le secrétaire de l'association, plus tard le président. Pour son travail au château de Schwerin, il reçoit du grand-duc Frédéric-François II à l'inauguration en 1857, la Schlossmedaille (de) en argent et du roi Frédéric-Guillaume IV la 4e classe de l'Ordre de l'Aigle rouge.
Après être tombé malade en 1858, il meurt le 27 décembre 1860 à Schwerin. Le 31 décembre 1860, il est enterré avec tous les honneurs dans le cimetière de la cathédrale de Schwerin, le prédicateur de la cour Jahn accomplit les actes de l'église. Le 8 janvier 1861, la veuve Pauline Lenthe se tourne vers le grand-duc avec la demande de soutien de ses enfants mineurs, puisqu'elle n'est dans aucune caisse de veuve. La demande est positivement soutenue par le conseiller du cabinet Eduard Prosch (de) et le 1er février 1869, Pauline remercie le grand-duc que ses quatre filles sont désormais prises en charge.